# Железная дорога Кейла — Палдиски
Железная дорога Кейла — Палдиски (эст. Keila–Paldiski raudtee) — участок железной дороги в северной Эстонии, протяжённостью 20,8 км. Была построена в 1870 году, как часть Балтийской железной дороги. Дорога связывает Кейла с Палдиски. Дорога электрифицирована по всей длине.

## Пассажирские перевозки
По железной дороге Кейла — Палдиски проходят линии пассажирских поездов Таллин — Палдиски и Таллин — Клоогаранна.